# Паласиос, Патрик
Патрик Онеаль Паласиос Мартинес (исп. Patrick Oneal Palacios Martínez; род. 29 января 2000, Тегусигальпа, Гондурас) — гондурасский футболист, нападающий клуба «Реал Эспанья».

## Клубная карьера
Паласиос — воспитанник клуба «Реал Эспанья». 4 сентября 2017 года в матче против столичной «Олимпии» он дебютировал в чемпионате Гондураса.

## Международная карьера
В 2017 году Паласиос в составе юношеской сборной Гондураса принял участие в юношеском чемпионате КОНКАКАФ в Панаме. На турнире он сыграл в матчах против команд Панамы, Кюрасао, Гаити, Кубы и Гондураса. В поединке против кубинцев Патрик сделал хет-трик.
В том же году Паласиос принял участие в юношеском чемпионате мира в Индии. На турнире он сыграл в матчах против сборных Японии, Новой Каледонии, Франции и Бразилии. В поединках против японцев и каледонийцев Патрик забил три гола.